# Xaronval
Xaronval ([ksaʁɔ̃ˈval] ) ist eine französische Gemeinde mit 108 Einwohnern (Stand: 1. Januar 2022) im Département Vosges in der Region Grand Est. Sie gehört zum Arrondissement Neufchâteau (bis 2024 Épinal) und zum Gemeindeverband Mirecourt Dompaire. Die Bewohner werden Xaronvaux genannt.

## Geografie

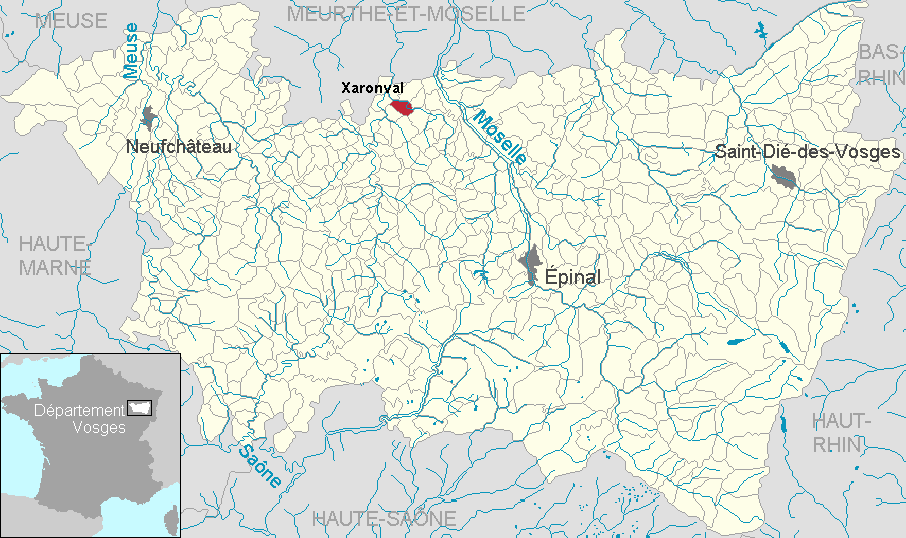
Lage von Xaronval im Département Vosges

Die Gemeinde Xaronval liegt etwa 35 Kilometer südlich von Nancy und 35 Kilometer nordwestlich von Épinal, unweit der Grenze zum Département Meurthe-et-Moselle. Die nächstgelegenen Kleinstädte sind Mirecourt und Charmes in jeweils zehn Kilometern Entfernung.
Durch das Gemeindegebiet fließt der Colon, der nordwestlich des Dorfkerns in den Mosel-Zufluss Madon mündet. Der Madon bildet die nordwestliche Gemeindegrenze. Das Colontal steigt nach Süden sanft an, während die rechte Flussseite von einem Steilhang flankiert wird, der das Tal um 100 Meter überragt. Der Steilhang ist auf einer Länge von 1500 Metern bewaldet. Außer einem weiteren schmalen Waldstreifen im Westen der Gemeinde besteht das 5,25 km² große Gemeindeareal vorwiegend aus Acker-, in Flussnähe auch aus Wiesenland.
Nachbargemeinden von Xaronval sind Battexey und Hergugney im Norden, Avrainville im Osten, Savigny im Südosten, Gircourt-lès-Viéville im Süden, Vomécourt-sur-Madon im Südwesten, Pont-sur-Madon im Westen sowie Marainville-sur-Madon im Nordwesten.

## Geschichte
1329 taucht der Name des Ortes erstmals urkundlich als Xaronvaulx auf. Das Dorf lag im Bann Tantimont und gehörte zur Vogtei Charmes. Bis zum Bau der Dorfkirche 1718 waren die Einwohner Xaronvals in der Nachbargemeinde Vomécourt-sur-Madon eingepfarrt.

### Bevölkerungsentwicklung
| Jahr      | 1962 | 1968 | 1975 | 1982 | 1990 | 1999 | 2006 | 2012 | 2022 |
| Einwohner | 85   | 93   | 84   | 66   | 67   | 67   | 81   | 94   | 108  |

Im Jahr 1831 wurde mit 397 Bewohnern die bisher höchste Einwohnerzahl ermittelt. Die Zahlen basieren auf den Daten von cassini.ehess und INSEE.

## Sehenswürdigkeiten

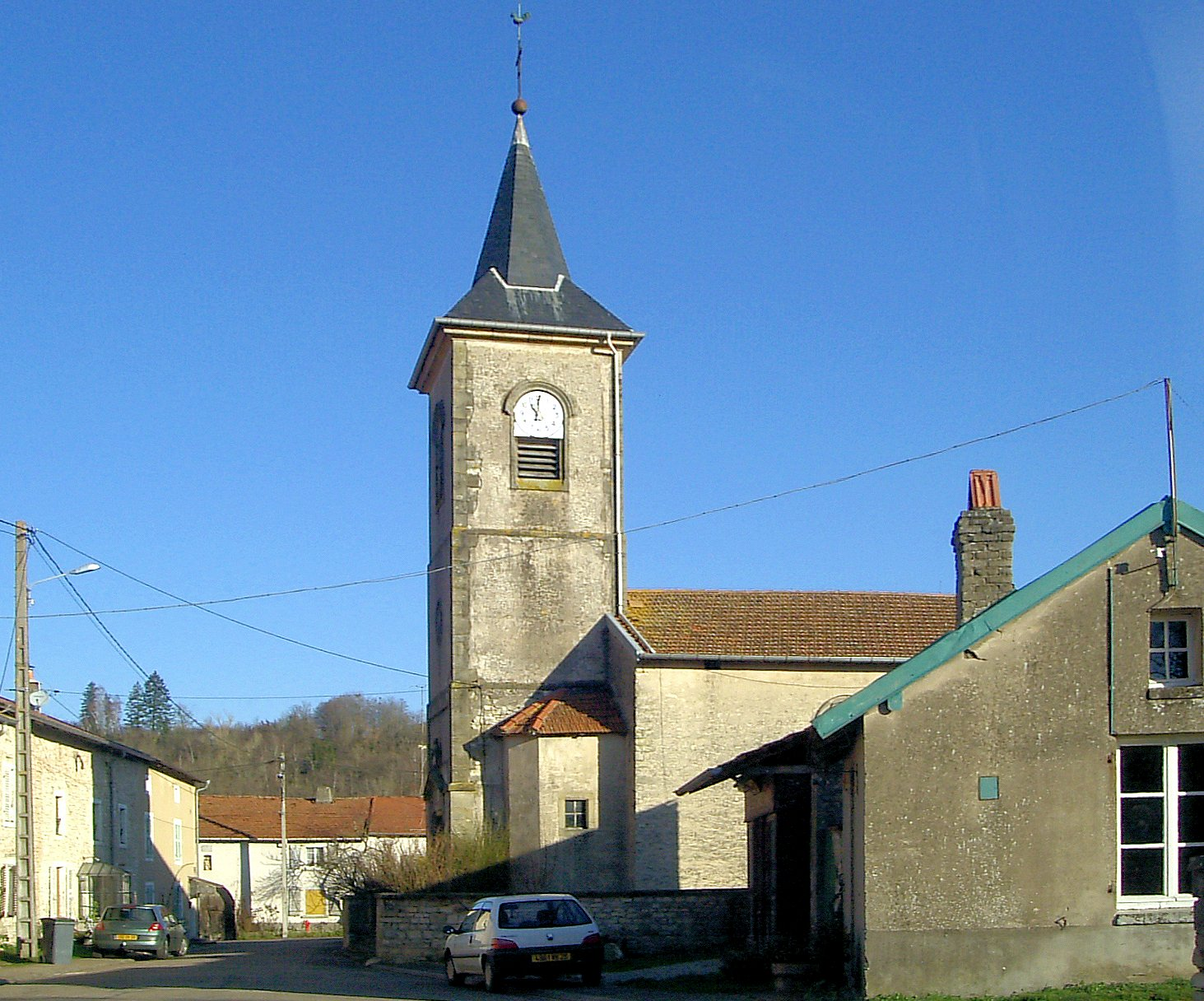
Kirche St. Nikolaus

Sehenswert ist das gesamte ursprüngliche Dorfensemble mit der von Bauernhöfen umgebenen Kirche St. Nikolaus (Église Saint-Nicolas) aus dem Jahr 1718.

## Wirtschaft und Infrastruktur
Xaronval konnte seinen Charakter als Bauerndorf erhalten. So leben bis heute die meisten Einwohner von der Landwirtschaft (insbesondere Getreide- und Futtermittelanbau sowie Milchviehhaltung). Einige kleinere Flächen sind mit Rebstöcken bepflanzt.
In der Gemeinde befindet sich ein kleines Museum, das von Mai bis September geöffnet ist. Gezeigt wird unter anderem eine alte Schmiede und Spielzeug aus früheren Epochen.
Drei Verbindungsstraßen führen von Xaronval in die umliegenden Gemeinden. Dar Anschluss Charmes der autobahnartig ausgebauten Nationalstraße 57 (Metz–Nancy–Épinal) liegt zehn Kilometer östlich Xaronvals. Der nächste Bahnhof befindet sich in der nahen Gemeinde Diarville an der Bahnlinie Nancy–Dijon.

## Belege
1. ↑  Xaronval auf vosges-archives.com (Memento vom 6. Dezember 2015 im Internet Archive) (PDF-Datei, französisch; 95 kB)
2. ↑  Xaronval auf cassini.ehess
3. ↑  Xaronval auf INSEE
4. ↑  Landwirtschaftsbetrieb auf annuaire-mairie.fr (französisch)